# Phlogacanthus pedunculatus
Phlogacanthus pedunculatus är en akantusväxtart som beskrevs av Imlay. Phlogacanthus pedunculatus ingår i släktet Phlogacanthus och familjen akantusväxter. Inga underarter finns listade i Catalogue of Life.